# Manabo
Manabo est une municipalité située dans la province d'Abra, aux Philippines.